# Leo Baekeland
Leo Hendrik Baekeland (Gant, 14 de novembre de 1863 - Beacon, Nova York, 23 de febrer de 1944) va ser un químic nord-americà, d'origen belga, que va inventar el paper fotogràfic Velox (1893) i la baquelita (1907), un plàstic barat, no inflamable, versàtil i popular.
Gràcies a l'èxit de la baquelita es va convertir en multimilionari i va ser portada de la revista Time el 22 de desembre de 1924. Va rebre la medalla Franklin el 1940. És autor del llibre Some aspects of industrial chemistry. Va morir d'una hemorràgia cerebral en un hospital de Nova York el 1944.

## Estudis
Mentre anava a la secundària, Baekeland realitzava cursos a la Ghent Municipal Technical School de: química, física, matemàtiques i economia. Als 17 anys va començar a estudiar a la Universitat de Ghent, gràcies a una beca. Als 21 anys, va rebre un doctorat en ciències, graduat maxima cum laude.
Baekeland va rebre el títol en Química en la universitat de Gant, on es va dedicar a l'ensenyament fins que va emigrar als Estats Units el 1889 (inspirat per l'autobiografia de Benjamin Franklin), gràcies a una oferta per a servir d'assessor a la Companyia Fotogràfica de Nova York A. i H.T. Anthony (després Ansco). Va patentar una placa en sec que podia revelar-se en aigua. Va fundar juntament amb Leonard Jacobi la companyia Nepara Chemical, per a produir el paper fotogràfic Velox, inventat per ell; va vendre els seus drets el 1899 a Eastman Kodak per un milió de dòlars.

## Viatge a Amèrica e invenció del paper fotogràfic Velox

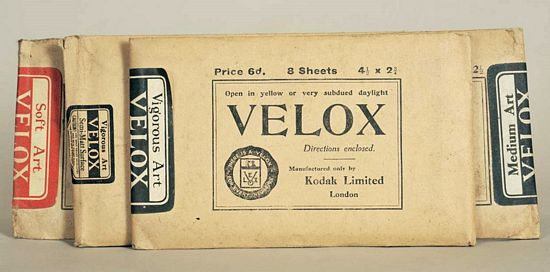
Paper fotogràfic Velox

El 14 de novembre de 1863 Baekeland va contreure matrimoni amb Celine, amb la qual va tenir tres fills: George, Nina i Jenny. Però Jenny va morir l'any 1895 d'influença. El seu interès per la fotografia el va atreure a l'estudi i eventual ensenyament de ciència fins que va emigrar als Estats Units el 1889 (inspirat per l'autobiografia de Benjamin Franklin), gràcies a una oferta per servir d'assessor a la Companyia Fotogràfica de Nova York A. i H.T. Anthony (després Ansco).
Va patentar una placa en sec que podia revelar-se en aigua. Va fundar, junt a Leonard Jacobi, la companyia Nepara Chemical, per produir el paper fotogràfic Velox, inventat per ell i posteriorment va vendre els seus drets el 1899 a Eastman Kodak per un milió de dòlars.

## Invenció de la Baquelita

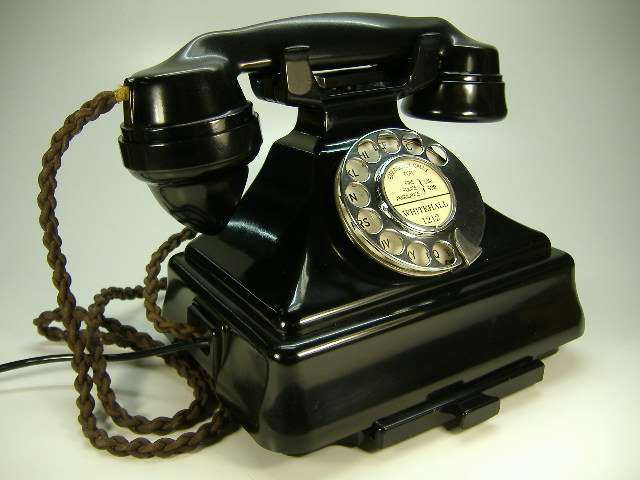
Telèfon fet amb Baquelita

Intentant resoldre un problema de síntesi química va descobrir un plàstic al que va anomenar baquelita, la primera d'una sèrie de resines sintètiques que van revolucionar l'economia moderna i la vida tecnològica iniciant la nova "era del plàstic". El 8 de febrer de 1909 el descobriment de la baquelita va ser anunciat formalment
El 1910, a organitzar la Companyia General Bakelite i va ser el seu president fins a 1939, data que va ser adquirida aquesta companyia per Union Carbon and Carbide; com a president de la subsidiària britànica va nomenar el 1916 a l'inventor James Swinburne, que havia desenvolupat exactament la mateixa fórmula amb un dia de retard respecte a Baekeland. La baquelita es va utilitzar per produir tot tipus d'utensilis domèstics, industrials i tècnics, i va obrir les portes a la gegantesca indústria del plàstic del segle XX

Gràcies a l'èxit de la baquelita es va convertir en multimilionari i va ser portada de la revista Time el 22 de desembre de 1924. Va rebre la medalla Franklin el 1940. És autor del llibre Some aspects of industrial chemistry.

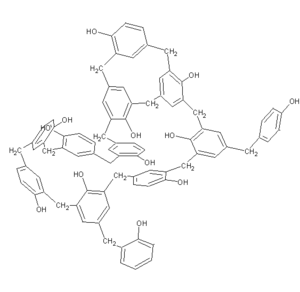
Estructura de la Baquelita

## Honors
Baekeland va rebre molts honors i graus honoraris al voltant del món, pertanyent a societats químiques.
- President de la societat d'electroquímica el 1909
- President de l'institut americà d'enginyers químics el 1912
- President de la societat química americana el 1924.
- En 1.978, Baekeland va ser introduït pòstumament dins del “National Inventors Hall of Fame” a Akron, Ohio
- Introduït dins del “Rail of Fame for United States Business Leadership” el 1983.

## Mort
Baekeland va morir en Beacon, New York; el 24 de febrer d'1.944 d'una hemorràgia cerebral.